# Arena Wars
Arena Wars (tạm dịch: Vũ đài Chiến tranh) là trò chơi máy tính thuộc thể loại hành động kiêm chiến lược thời gian thực lấy bối cảnh nhân loại lao vào một cuộc chiến tranh đẫm máu xảy trong một tương lai giả tưởng do hãng Ascaron Entertainment phát triển và Tri Synergy phát hành vào năm 2004.

## Cách chơi
Arena Wars nổi bật vì kết hợp yếu tố chiến thuật, chiến lược và bắn súng trong lối chơi. Số lượng đơn vị được chọn bị hạn chế (6) và loại đặc biệt (một cho từng đơn vị) khiến game cực kỳ cân bằng. Game không có việc khai thác tài nguyên như trong dòng game dàn trận truyền thống, thay vào đó mỗi người chơi được cấp khoảng 1000 đồng tiền chi dùng trong game. Việc tạo đơn vị buộc người chơi phải sử dụng nguồn tiền cung cấp ban đầu, nếu người chơi để mất một đơn vị thì sẽ thu hồi lại nguồn tiền ngay tức khắc và có thể mua lại nó (hoặc một đơn vị khác), tuy nhiên điểm bất lợi ở chỗ quá phụ thuộc vào khoảng thời gian thu hồi đó. Ngoài ra người chơi cũng không được phép xây dựng các công trình, nhưng có thể sử dụng các công trình có sẵn nhằm xác định vị trí cố định trên bản đồ. Để giành chiến thắng trong game thì người chơi phải hoàn thành một trong ba mục tiêu dựa trên các kiểu chơi gồm: 
- Capture the Flag (cướp cờ) – đoạt lấy lá cờ từ căn cứ đối phương.
- Bombing Run (khiêng bom) – vác quả bom vào căn cứ đối phương.
- Double Domination (thống trị đôi) – kiểm soát khu vực thống trị trong một khoảng thời gian

Game hỗ trợ tới 8 người chơi cùng lúc thông qua các phương thức nối mạng thông dụng. Ngay khi người chơi đối địch có sự lựa chọn ngang nhau, việc triển khai chiến lược và chiến thuật ở mức cao cùng quyết định nhanh chóng và trình điều khiển quản lý vi mô chính xác đều dễ dàng giành lấy chiến thắng trọn vẹn trong một cuộc chiến ác liệt giữa các phe. 
Arena Wars là game thương mại đầu tiên tận dụng .NET Framework, tuy nhiên nó dùng để quản lý OpenGL bao bọc hơn là XNA Framework/Direct3D API.